# Calizzano
Calizzano (en ligur Karitsàn o Calissan) és un comune italià, situat a la regió de la Ligúria i a la província de Savona. El 2015 tenia 1.475 habitants.

## Geografia
Té una superfície de 62,74 km² i les frazioni de Caragna, Mereta i Vetria. Limita amb Bagnasco, Bardineto, Bormida, Garessio, Magliolo, Massimino, Murialdo, Osiglia, Priola, Rialto.

## Evolució demogràfica
| Gràfica d'evolució de Calizzano entre 1861 i 2011 |
|                                                   |
| Font: ISTAT                                       |